# Caput Stenarum
Caput Stenarum war der antike Name des römischen Hilfstruppenlagers Kastell Boița auf dem heutigen Gemeindegebiet von Boița (Ochsendorf), Kreis Sibiu in Siebenbürgen, Rumänien. Das Kleinkastell befand sich am Limes Alutanus in der Provinz Dacia Malvensis. Gemeinsam mit insgesamt 277 Stätten des Dakischen Limes wurde Caput Stenarum 2024 zum UNESCO-Weltkulturerbe erhoben.